# Antocha phoenicia
Antocha phoenicia är en tvåvingeart som beskrevs av Thomas och Dia 1982. Antocha phoenicia ingår i släktet Antocha och familjen småharkrankar.
Artens utbredningsområde är Libanon. Inga underarter finns listade i Catalogue of Life.